# Xiphophorus multilineatus
Xiphophorus multilineatus es una especie de peces de la familia de los pecílidos en el orden de los ciprinodontiformes.

## Morfología
Los machos pueden alcanzar los 4,5 cm de longitud total y las hembras los 5 cm.

## Distribución geográfica
Se encuentran en América: México (Estado de San Luis Potosí).